# Monte Peralba
Der Monte Peralba (deutsch Hochweißstein; plodarisch: Jochkouvl) ist ein 2694 Meter hoher Berg in den Karnischen Alpen, einem Gebirgszug in den Südlichen Kalkalpen. Der Gipfel liegt in der italienischen Provinz Belluno, Region Venetien. Die Grenze zum österreichischen Bundesland Kärnten verläuft etwa einen Kilometer in nordöstlicher Richtung, die zur Region Friaul-Julisch Venetien in südlicher Richtung. Der Berg hat seinen Namen von dem fast weißen Kalkstein aus Korallenriffen des Devon, der hier in großer Mächtigkeit ansteht.

## Name
Sowohl die italienische Bezeichnung Peralba („von weißem“ [Stein]) als auch die österreichische Bezeichnung Hochweisstein verdanken ihren Namen dem sehr hellen Gestein. Die gesamte Gebirgsgruppe besteht aus devonischen Kalksteinen. Diese Formation entstand vor etwa 400 Millionen Jahren, als die Umgebung ein warmes tropisches Meer war.
Die plodarische/sappadinische Bezeichnung Jochkouvl („Jochkofel“) bedeutet „Berg des Joches (Passes)“. Sie bezieht sich auf das Hochalpljoch (Passo dell'Oregone).

## Geschichte
Zuerst bestiegen wurde der Berg wahrscheinlich schon früh durch einheimische Jäger. Im Jahr 1854 ist eine Besteigung im Rahmen der Landesvermessung durch den k.k. Oberleutnant Schönhuber überliefert. Durch seine strategisch günstige Lage war der Monte Peralba im Gebirgskrieg 1915–1918 für Österreich und Italien ein stark umkämpfter, wichtiger Punkt, wovon noch zahlreiche Reste von Unterständen und Stellungen künden. Heute ist der Hochweißstein durch seine leichte Erreichbarkeit und dominante Erscheinung in dem Gebiet ein beliebtes Ziel für Wanderer und Kletterer. Am 20. Juli 1988 bestieg der damals 68-jährige Papst Johannes Paul II. den Hochweißstein über die Südostseite. Auf dem Gipfelplateau befinden sich ein Marienbildnis in Form einer kleinen Statue und ein Gipfelkreuz.

## Umgebung
Der Monte Peralba überragt seine Nachbargipfel um mehrere hundert Meter. Sein ausgeprägter Westgrat fällt in einer Länge von 1,5 Kilometer hinab bis auf 1600 Meter ins Val d'Antola. Der Südgrat läuft ins Val di Sésis aus, der Nordostgrat hinunter zum Hochalpljoch (Passo dell'Oregone) auf 2385 m. Über das Joch verläuft die Staatsgrenze. Benachbarte Berge gibt es nur im Nordosten und Südosten. Im Verlauf des Karnischen Hauptkamms liegen nördlich des Hochalpljochs die Weißsteinspitze (Monte Tap de Cadene) mit einer Höhe von 2482 Metern und das 2496 Meter hohe Viehloch (Cima della Varda). Im Osten des Hochweißsteins, jenseits des Passo di Sésis (2312 m), liegen der Pic Chiadenis mit 2490 Metern Höhe und der 2489 Meter hohe Monte Avanza. Der Monte Peralba liegt in der Gemeinde Sappada, einer deutschen Sprachinsel, die etwa in 7,5 Kilometern Luftlinie im Piavetal liegt. Etwa 6,5 Kilometer südöstlich, bereits in der Region Friaul-Julisch Venetien, liegt Forni Avoltri. St. Lorenzen im Lesachtal, Kärnten, liegt 9,5 Kilometer in nordöstlicher Richtung.

## Stützpunkte und Routen
Auf den Monte Peralba führen teilweise ausgesetzte Wanderwege, ein Klettersteig und mehrere Kletterrouten. Der leichteste Anstieg zum Gipfel, der Normalweg, führt durch die sogenannte Schwarze Rinne, die teilweise mit Drahtseilen gesichert ist, darüber hinaus gibt es an der Monte-Peralba-Ostwand den Klettersteig Via Ferrata Pietro Sartor. Zahlreiche Kletterrouten in den Schwierigkeitsgraden UIAA III bis V+ führen durch die Süd- und Ostwände sowie über die verschiedenen Pfeiler und Türme (Torre Peralba) des Hochweißsteins. Als Stützpunkte für eine Besteigung können das südöstlich unterhalb des Peralba gelegene Rifugio Pier Fortunato Calvi (2164 m) und auf Kärntner Seite, am Talschluss des Frohntals auf 1868 Meter Höhe, das Hochweißsteinhaus dienen. Die Gehzeiten auf den Gipfel über den Normalweg betragen, laut Literatur, etwa 2½ bis 3 Stunden.